# 宽柄关节委陵菜
宽柄关节委陵菜（学名：Potentilla articulata var. latipetiolata）为蔷薇科委陵菜属下的一个变种。

## 扩展阅读
- 維基物種上的相關：宽柄关节委陵菜